# 下倫茨

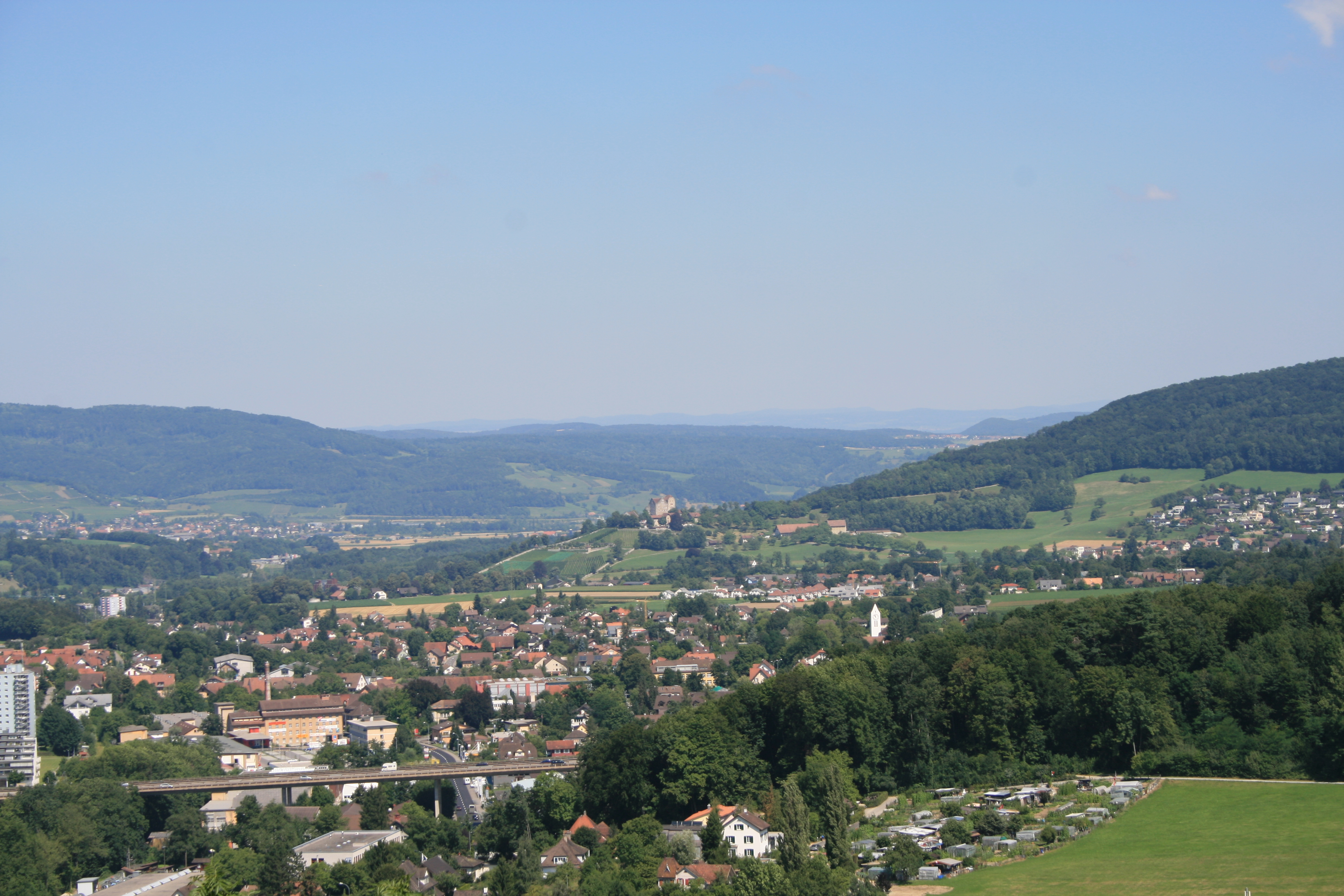

下倫茨是瑞士的一个镇，位於該國北部，由阿爾高州負責管轄，面積3.3平方公里，海拔高度377米，2012年人口4,270，四成半人口信奉基督教，人口密度每平方公里1294人。